# Dan Europe
Dan Europe europski je i hrvatski spomendan koji se obilježava 9. svibnja. Naime, 9. svibnja 1950. godine Robert Schuman, tadašnji ministar vanjskih poslova Francuske predstavio je svoj prijedlog formiranja Europske zajednice za ugljen i čelik. Taj prijedlog, poznatiji kao Schumanova deklaracija, smatra se početkom stvaranja Europske unije.

## Spomendan
Danas se deveti svibnja, uz himnu i zastavu, uzima kao europski simbol. Vijeće Europske unije u Milanu 1985. godine donijelo je odluku kojom se 9. svibnja svake godine obilježava kao Dan Europe. Tijekom tog dana odvijaju se aktivnosti i festivali koji Europu približavaju njenim građanima. Za posjetitelje su tog dana sve institucije Europske unije otvorene. Slogan pratećih akcija svake godine određuje zemlja koja je u tom razdoblju predsjedavajuća Europske unije.

## Povezano
- Dan pobjede

## Vanjske poveznice
Mrežna mjesta
- Dan Europe, na stranicama Europske unije